# Richmond Heights (Ohio)
Pour les articles homonymes, voir Richmond Heights.
Richmond Heights est une ville du comté de Cuyahoga, dans l’Ohio, aux États-Unis.